# 伯特 (澳大利亞國會選區)
伯特選區（英語：Division of Burt），是澳大利亞西澳大利亞州的下議院選區，位於其首府珀斯東南郊。面積大约为172平方公里。
選區始於2015年，選區名紀念同名的家族。2016年澳大利亞聯邦大選中，澳洲工黨的馬特‧基奧治當選。